# Catinca Untaru
Catinca Untaru, née à Bucarest (Roumanie) le 21 mars 1997, est une actrice roumaine.

## Filmographie
- 2006 : The Fall de Tarsem Singh : Alexandria.